# ギュイヨン夫人

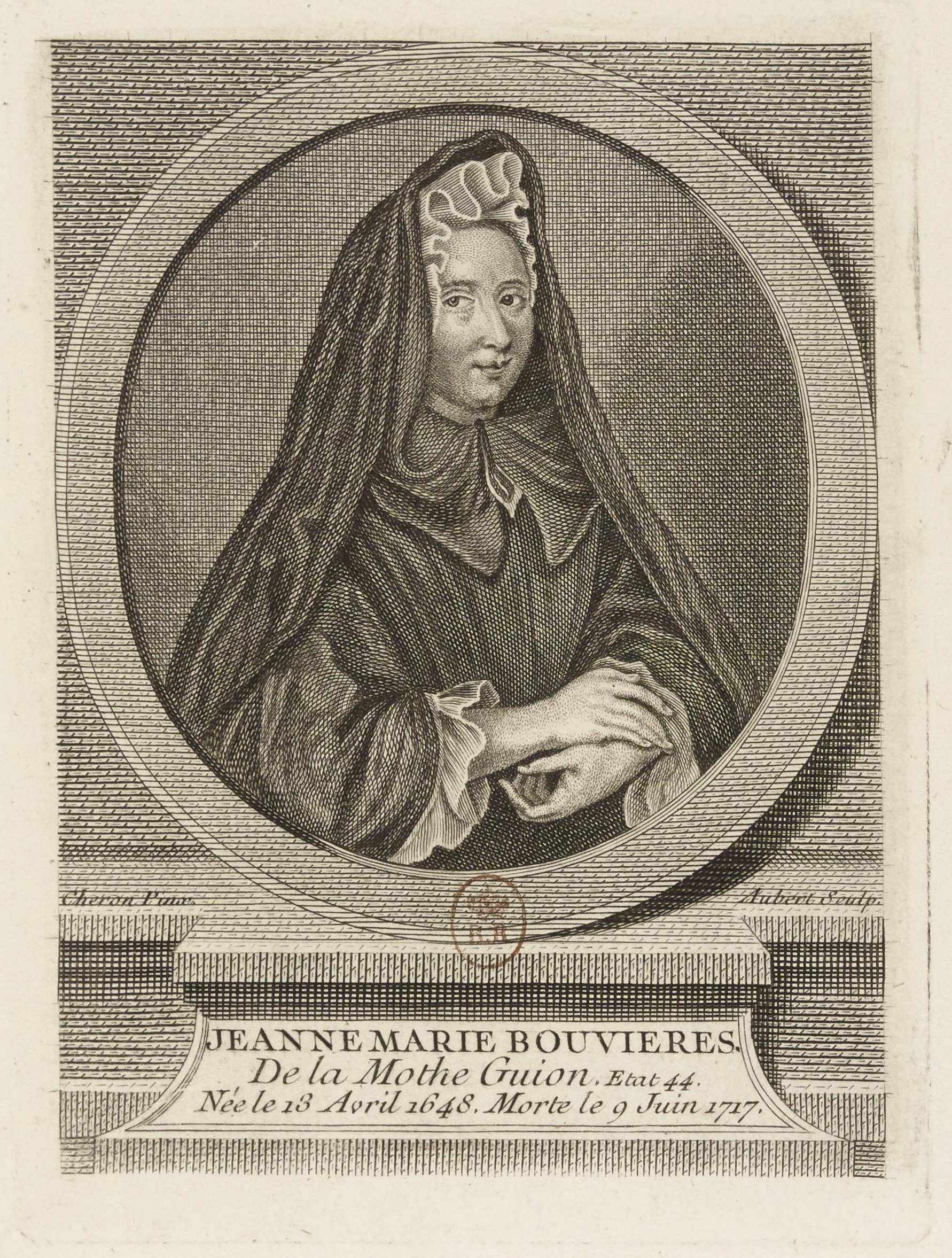
Jeanne Marie Bouvier de la Motte Guyon

ギュイヨン夫人（ギュイヨンふじん、Jeanne-Marie Bouvier de la Motte-Guyon、1648年4月13日 - 1717年6月9日）は、フランスの神秘家であり、キエティスム（静寂主義）の代表的な主唱者の一人である。この主義はローマ・カトリック教会によって異端とみなされて、その結果（?）、彼女は1695年から1703年まで投獄された。
彼女はモンタルジで生まれたが、一家はその土地の名士であった。もし彼女の自伝が信頼を得なかったならば、彼女の若い頃は無視されたままであっただろう。彼女は若い時代のほとんどを、様々な修道院付属学校の寄宿舎で過ごした。ここで彼女は、神経症の若者と共通点のあるあらゆる宗教体験をした。これらの体験はベテューヌ公爵夫人によって明確に神秘的な意味付けが行われた。公爵夫人は不祥事を起こした修道会の総長ニコラ・フーケの娘であり、父の失脚後モンタルジで数年を過ごした人物である。
1664年、彼女はギュイヨンという年齢の22歳離れた富裕な男と事実婚をした。12年後、夫は妻と3人の幼い子どもと少なからぬ財産を残して死亡した。不幸せな結婚生活の間ずっと、彼女の神秘的なものに対する興味は乱暴なまでに増していき、まもなく弱い性格と不安定な知性を持ったBarnabiteの修道士、某ラコンブ（Lacombe）神父と親しくなった。
1681年、彼女は家族と別れ、ラコンブのところに行った。5年間、2人は一緒にサヴォイアやフランスの南西部をさまよいながら、神秘的な思想を広めていった。彼らの行動はついに当局から異端の容疑をかけられることとなり、1686年、ラコンブはパリに呼び戻され、当局の監視下に置かれた。そして最終的には1687年の秋、バスティーユに送られた。間もなく彼はルルド城へと移送され、そこで脳軟化症が進行して1715年に死亡した。
一方、ギュイヨン夫人は1688年の1月に逮捕されていた。そして、異端の容疑で修道院に幽閉されていた。翌年、彼女は古くからの友人であるベテューヌ公爵夫人によってそこから救い出された。ベテューヌ公爵夫人は、流刑地から戻って、マントノン侯爵夫人が議長を務める宗教陪審委員会（訳注：the devout court-circleの訳語不明）の実力者になっていた。
間もなく、ギュイヨン夫人自身もこの敬虔な集団に加わった。そのメンバーは非のうちどころのないものであった。すなわち、彼らは宗教に強い興味を抱き、ギュイヨン夫人に対する最もひどい批判でさえ、彼女の考え方の魅力、堂々とした姿勢、神秘思想を説明する力強さを証言するものだとした。マントノン夫人は、いたくギュイヨン夫人に感心し、彼女をたびたびサン＝シルの女子校に招いて講義をさせた。
だが、彼女の心をはるかに最も大きく占めたものは、フランソワ・フェヌロンであった。彼はその時、若い道徳指導者として知られるようになってきており、貴族階級の女性たちを大いに支持していた。一般的なカトリックの信仰の形式主義に満足せず、彼は既に独自の神秘主義理論を考え出しつつあった。そして、1689年から1693年までの間、2人は定期的に文通を続けた。しかし、ラコンブ神父に関するスキャンダルが広まり始めるやいなや、彼は彼女との一切の連絡を絶った。
一方、スキャンダルは思慮深いマントノン夫人の耳にも届いた。1693年5月、彼女はギュイヨン夫人にサン＝シルにもう来ないようにと要請した。ギュイヨン夫人は、自分の主張の正当性を明らかにしたいという気持ちから、彼女の本が「形式のみならず内容にも大いに目に余るもの」であると断じたボシュエに抗議した。この判決に対して、ギュイヨン夫人は大人しく従い、「独断的な主張はもうしない」と約束をした。そして失意のうちに故郷に帰った（1693年）。
翌年、彼女は再び審理を要請した。そして、最終的には半分は囚人のように、半分は悔悟者のような状態で、モーの町にあるジャック＝ベニーニュ・ボシュエの教会に送られた。ここで彼女は1695年の前半を過ごした。しかし、夏になって、彼女は彼の正式な許可を得ずにそこを逃げ出した。ボシュエはこの逃亡を不服従の下品な態度と見なした。そしてその年の冬、ギュイヨン夫人は逮捕され、バスティーユに投獄された。彼女は1703年までそこで過ごした後、解放された。ただし、ブロワ近郊の息子の土地に行って、そこで暮らすこと、そして、厳格な司教の監視下に置かれるという条件付きであった。彼女は余生をその地で過ごし、慈善行為や信仰の課題に取り組んだ。
ブロワに身を引いてから後の何年間かの間に、この地は彼女の支持者たちにとって正式な巡礼の場所となった。フランス人だけではなく、外国人もかなりしばしば訪れた。実際、彼女はその名声を自国の外にまで最も高めた多くの女性預言者の一人である。フランスの思想界のあらゆる学派の批評家たちは、概して彼女をヒステリックな変わり者だと見なしてきているが、その一方で、イギリスやドイツでは、彼女はしばしば熱狂的な称賛を得てきてもいるのだ。ショーペンハウアーは、彼女について次のように書いている。「偉大で美しい魂をよく知るということ――その記憶はいつもわたしを畏敬の念で満たしてくれる――そして、自らの理性の働きの盲信を手加減しつつも、彼女の気質の優秀さを正当に評価するということは、ごく一般的な考え方をする人々、言い換えればマジョリティの人々が彼女の本『自叙伝』を常に悪評の中に置くであろうのと同様に、彼らより良い性質を持った全ての人々を満足させてゆくに違いない」と。